# In Too Deep (canción de Tijana Bogićević)
«In Too Deep» —[ɪn tuːdiːp]; en español: «En lo profundo»— es una canción de la cantante serbia Tijana Bogićević. Fue elegida para representar a Serbia en el Festival de la Canción de Eurovisión de 2017 mediante la elección interna de la emisora serbia Radio-Televizija Srbije (RTS) el 11 de marzo de 2017.

## Festival de Eurovisión

### Festival de la Canción de Eurovisión 2017
Esta fue la representación serbia en el Festival de Eurovisión 2017, interpretada por Tijana Bogićević.
El 31 de enero de 2017 se organizó un sorteo de asignación en el que se colocaba a cada país en una de las dos semifinales, además de decidir en qué mitad del certamen actuarían. Como resultado, la canción fue interpretada en primer lugar durante la segunda semifinal, celebrada el 11 de mayo de 2017. Fue seguida por Austria con Nathan Trent interpretando «Running on Air». La canción no fue anunciada entre los diez temas elegidos para pasar a la final, y por lo tanto no se clasificó para competir en esta. Más tarde se reveló que el país había quedado en undécimo puesto con 98 puntos.